# Писарівка (Полтавський район)
Пи́сарівка — село в Україні, у Терешківській сільській громаді Полтавського району Полтавської області. Населення становить 713 осіб. До 2020 орган місцевого самоврядування — Писарівська сільська рада.

## Географія
Село Писарівка знаходиться на берегах річки Тагамлик (в основному на лівому березі), яка через 3 км впадає в річку Ворскла, вище за течією на відстані 4,5 км розташоване село Огуївка Машівський район, протилежному березі — село Заворскло. Річка в цьому місці звивиста, утворює лимани, стариці та заболочені озера. До села примикає лісовий масив (сосна). Поруч проходить залізниця, станція Писарівська за 1 км.

## Населення

### Мова
Розподіл населення за рідною мовою за даними перепису 2001 року:
| Мова            | Кількість | Відсоток |
| --------------- | --------- | -------- |
| українська      | 673       | 94.39%   |
| російська       | 34        | 4.77%    |
| білоруська      | 2         | 0.28%    |
| румунська       | 1         | 0.14%    |
| інші/не вказали | 3         | 0.42%    |
| Усього          | 713       | 100%     |

## Історія
- 12 червня 2020 року, відповідно до розпорядження Кабінету Міністрів України № 721-р «Про визначення адміністративних центрів та затвердження територій територіальних громад Полтавської області», село увійшло до складу Терешківської сільської громади[2].
- 19 липня 2020 року, в результаті адміністративно — територіальної реформи та ліквідації Новосанжарського району, село увійшло до складу новоутвореного Полтавського району[3].

## Об'єкти соціальної сфери
- Школа I—II ст.
- Будинок культури.

## Пам'ятки
Розташоване поблизу Малоперещепинського біологічного заказника державного значення.

## Відомі люди

### Народились
- Миненко Микола Іванович — український радянський діяч, новатор сільськогосподарського виробництва, комбайнер колгоспу «Більшовик» Новосанжарського району Полтавської області. Депутат Верховної Ради УРСР 7—8-го скликань. Герой Соціалістичної Праці.